# Ciclismo ai Giochi della XXVIII Olimpiade - Cronometro maschile
La Cronometro maschile dei Giochi della XXVIII Olimpiade fu corsa il 18 agosto ad Atene, in Grecia, ed affrontò un percorso totale di 48 km. Fu vinta dal russo Vjačeslav Ekimov, che terminò la gara in 57'49", davanti allo statunitense Bobby Julich e all'australiano Michael Rogers.

## Risultati
Nota: DNF ritirato, DNS non partito, DSQ squalificato
| Pos. | Corridore                 | Squadra       | Tempo   |
| ---- | ------------------------- | ------------- | ------- |
| DSQ  | Tyler Hamilton            | Stati Uniti   | 57'31"  |
| 1    | Vjačeslav Ekimov          | Russia        | a 18"   |
| 2    | Bobby Julich              | Stati Uniti   | a 26"   |
| 3    | Michael Rogers            | Australia     | a 29"   |
| 4    | Michael Rich              | Germania      | a 37"   |
| 5    | Aleksandr Vinokurov       | Kazakistan    | a 1'26" |
| 6    | Jan Ullrich               | Germania      | a 1'30" |
| 7    | Santiago Botero           | Colombia      | a 1'33" |
| 8    | Igor González de Galdeano | Spagna        | a 1'55" |
| 9    | Fabian Cancellara         | Svizzera      | a 2'10" |
| 10   | Jurij Krivcov             | Ucraina       | a 2'17" |
| 11   | Christophe Moreau         | Francia       | a 2'18" |
| 12   | Marc Wauters              | Belgio        | a 2'27" |
| 13   | Michal Hrazdíra           | Rep. Ceca     | a 2'35" |
| 14   | Víctor Hugo Peña          | Colombia      | a 2'38" |
| 15   | José Iván Gutiérrez       | Spagna        | a 2'51" |
| 16   | René Andrle               | Rep. Ceca     | a 2'55" |
| 17   | Eric Wohlberg             | Canada        | a 2'59" |
| 18   | Peter Van Petegem         | Belgio        | a 3'03" |
| 19   | Frank Høj                 | Danimarca     | a 3'05" |
| 20   | Thomas Dekker             | Paesi Bassi   | a 3'06" |
| 21   | László Bodrogi            | Ungheria      | a 3'12" |
| 22   | Serhij Hončar             | Ucraina       | a 3'28" |
| 23   | Eugen Wacker              | Kirghizistan  | a 3'49" |
| 24   | Sérgio Paulinho           | Portogallo    | a 3'53" |
| 25   | Benoît Joachim            | Lussemburgo   | a 4'18" |
| 26   | Rubens Bertogliati        | Svizzera      | a 4'44" |
| 27   | Kurt Asle Arvesen         | Norvegia      | a 4'49" |
| 28   | Evgenij Petrov            | Russia        | a 5'18" |
| 29   | Stuart Dangerfield        | Gran Bretagna | a 5'28" |
| 30   | Dawid Krupa               | Polonia       | a 5'35" |
| 31   | Thor Hushovd              | Norvegia      | a 5'38" |
| 32   | Heath Blackgrove          | Nuova Zelanda | a 5'48" |
| 33   | Thomas Löfkvist           | Svezia        | a 6'11" |
| 34   | Gorazd Štangelj           | Slovenia      | a 6'14" |
| 35   | Matej Jurčo               | Slovacchia    | a 6'50" |
| 36   | Slawomir Kohut            | Polonia       | a 8'47" |
| DNF  | Andrej Kašečkin           | Kazakistan    | -       |
| DNS  | Robert Hunter             | Sudafrica     | -       |
| DNS  | Filippo Pozzato           | Italia        | -       |